# Muriel Angelus

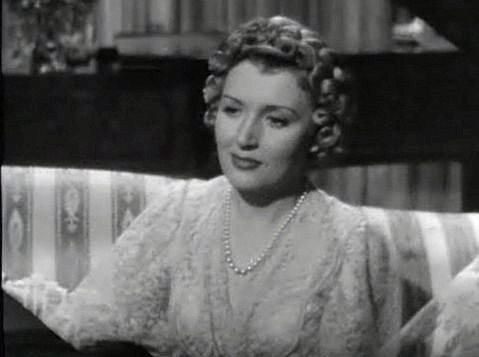
Captura de tela de Muriel Angelus do trailer original do filme The Great McGinty.

Muriel Angelus (10 de março de 1909, Londres, Inglaterra - 26 de junho de 2004, Harrisonburg, Virginia), foi uma  atriz de palco, teatro musical e de cinema.
De origem escocesa, a ex- Muriel Angelus Findlay desenvolveu uma soprano de voz doce em uma idade adiantada. Ela fez sua estréia cantando aos 12 anos, acabou soltando o seu apelido e se tornar um corredor intérprete de música popular.
Ela entrou em filmes para o fim da era do cinema mudo com The Ringer (1928), a primeira das três versões do filme do Edgar Wallace jogar. Seu segundo filme, Sailor Don't Care (1928) era importante apenas na medida em que ela conheceu seu primeiro marido, o ator escocês, John Stuart no jogo, seu papel foi extirpado do filme.
Apesar de sua boa imagem em primeiro lugar, Night Birds (1930), começou a cantar um número, a maioria de seus filmes não utilizar seus talentos musicais. A índole atriz doce que jogou tanto ingênuas e "outra mulher" papéis co-estrelou com seu marido Stuart em No Exit (1930), do Fall Eva (1930) e Hindle Acorda (1931), e apareceu com a estrela britânica Monty Banks em alguns dos suas comédias ridículas, incluindo My Wife's Family (1932) e assim você não vai falar (1935). Muriel recebeu um elevador com a carreira musical em Londres brilhante bateu Balalaika.
Isso levou a garantir o papel central da Adriana na produção original da Broadway de The Boys From Syracuse, co-estrelado por Eddie Albert. Por sua vez, recebeu um contrato com a Paramount Pictures, mas nunca se tornou uma estrela e é amplamente lembrada apenas pelos fãs de ação e nostalgists. Seu filme papel conhecido última foi em The Great McGinty (1940).
Ela morreu em um lar de idosos, aos 95 anos, sobreviveu por sua filha (a partir de seu segundo casamento).